# Le Monde perdu (Arthur Conan Doyle)
Pour les articles homonymes, voir Lost World (homonymie) et Le Monde perdu.
Le Monde perdu (The Lost World) est un roman d'aventures et de fantastique de Sir Arthur Conan Doyle paru en 1912. C'est le premier volet de la série des aventures du Professeur Challenger qui comprend cinq romans.
Récit d'une expédition sur un haut-plateau peuplé de créatures préhistoriques, Le Monde perdu reflète l'engouement populaire pour les dinosaures durant les premières années du XXe siècle. Adapté de nombreuses fois au cinéma et à la télévision, le roman a eu une grande influence sur des œuvres comme King Kong et Jurassic Park.

## Résumé

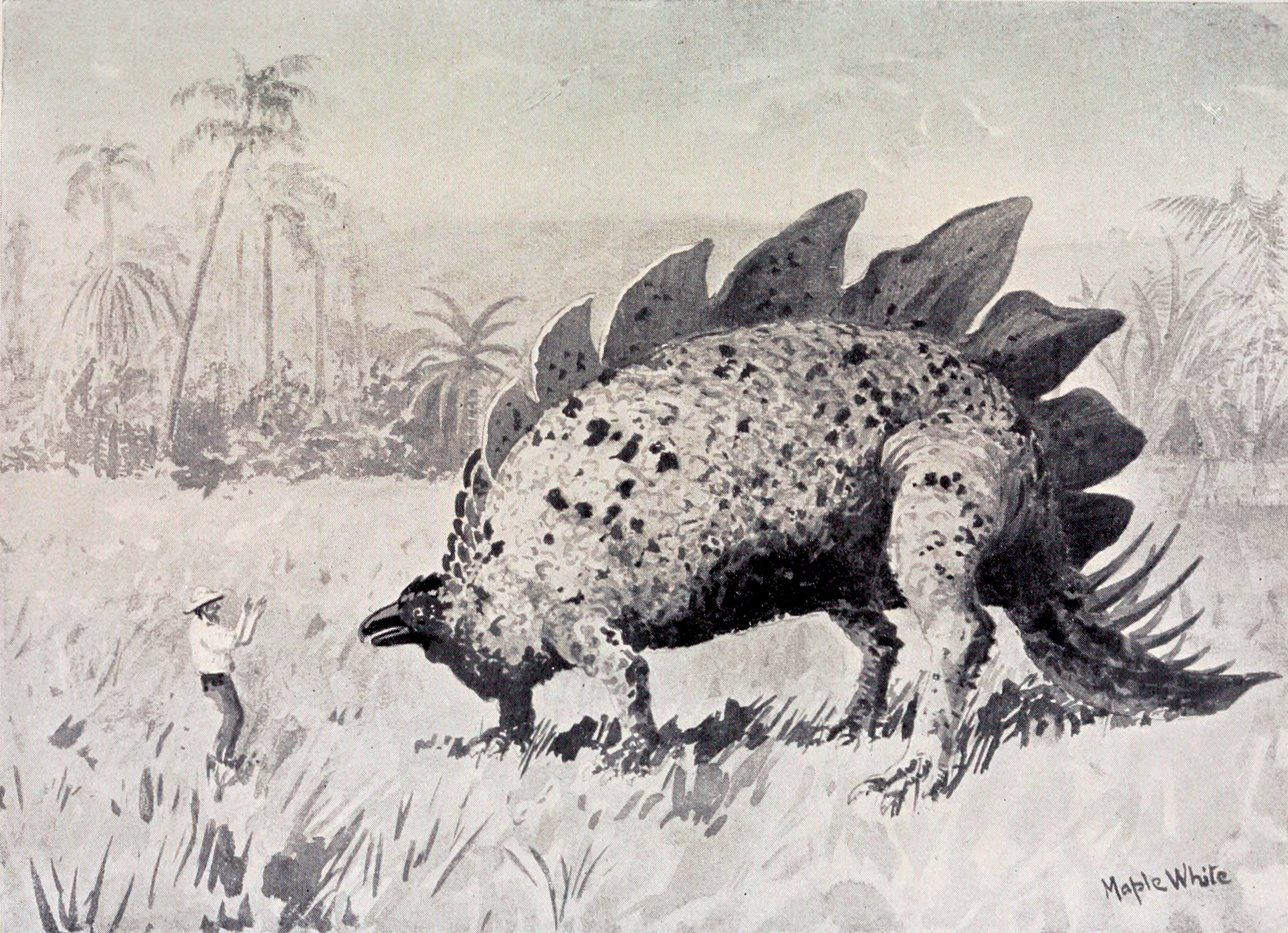
La mystérieuse peinture de l'américain Maple White.

Londres, 1912. Afin d'impressionner sa bien-aimée Gladys entichée d'hommes intrépides, Edward Malone, du Daily Gazette, demande à son rédacteur-en-chef de lui confier un reportage périlleux. Le jeune homme se voit donc confier la mission d'interviewer le terrible professeur George Challenger, dont la réputation est entachée par de nombreux scandales à la suite de bagarres avec des journalistes. Malone se fait passer pour un étudiant pour mieux berner le professeur, mais il est rapidement démasqué : les deux hommes en viennent aux mains. Le journaliste refuse pourtant de porter plainte, ce qui amène le professeur à lui révéler sa découverte concernant l'existence de dinosaures encore vivants en Amérique du Sud d'après le carnet d'un certain Maple White, un explorateur ayant vu des choses formidables sur un haut-plateau coupé du monde moderne.

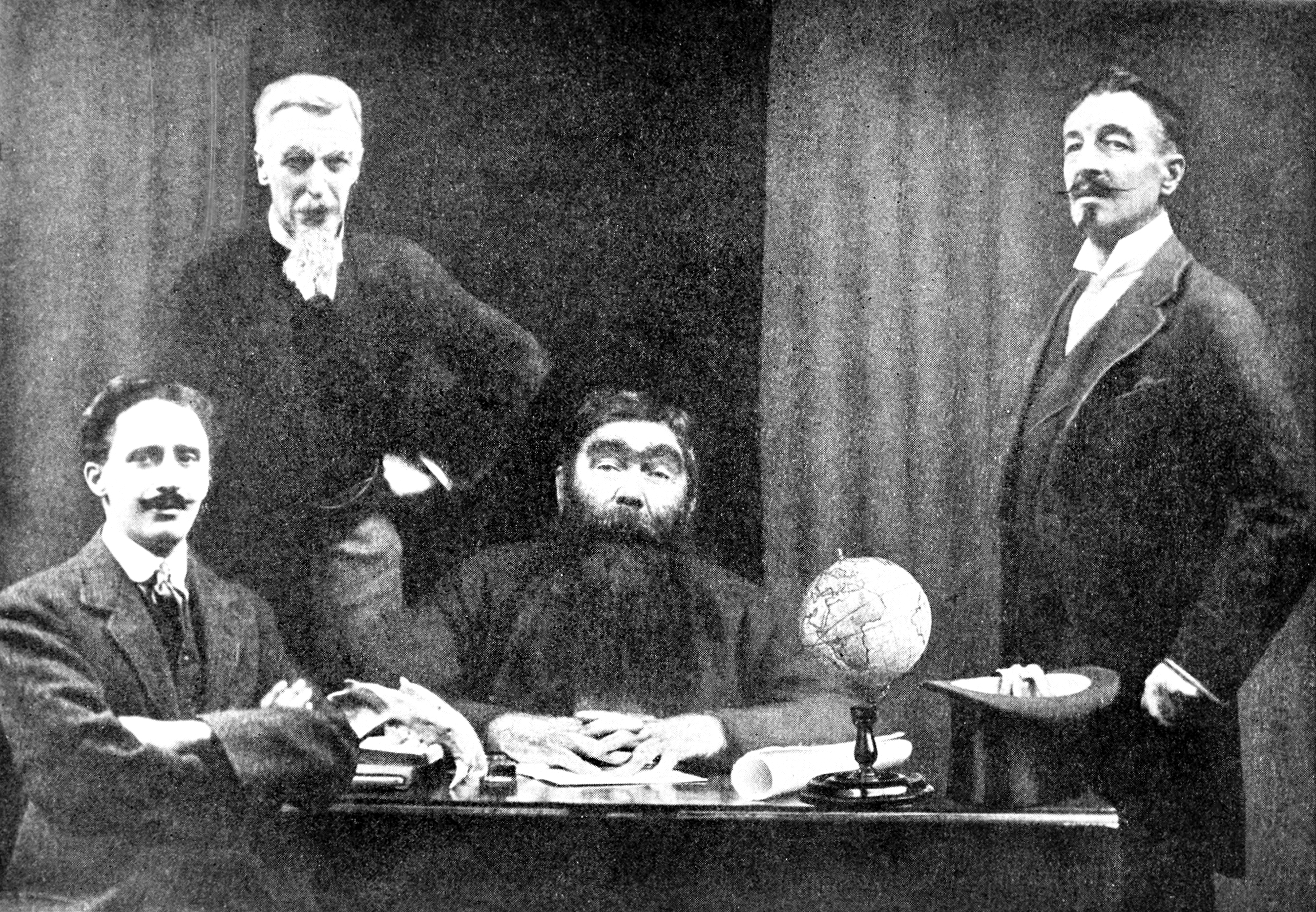
De gauche à droite : Ned Malone, les professeurs Summerlee et Challenger, et Lord John Roxton.

Challenger met sur pied une expédition pour rapporter des preuves à la communauté scientifique sceptique. Malone accepte de se joindre à lui pour couvrir l'évènement en correspondant par lettres à la Gazette, mais aussi pour obtenir la main de sa fiancée Gladys en se distinguant par un acte héroïque. Lord John Roxton, chasseur émérite, ainsi que le professeur Summerlee, confrère et rival de Challenger, sont également de la partie. Après une longue traversée en cargo, puis en pirogue, les quatre explorateurs et leurs guides indigènes s'enfoncent au-delà du bassin de l'Amazone.

« Qu’y a-t-il par là ? […] La forêt, les marais, la jungle impénétrable : qu’est-ce qu’ils peuvent bien abriter ? Et vers le sud, où jamais aucun homme blanc ne s’est aventuré ? De chaque côté, le mystère se dresse. Quoi d’impossible dans un pays où l’on ne connaît que l’étroite bordure des fleuves ? »

« Demain donc, nous disparaissons dans l’inconnu. Je confie ce récit à un canoë qui va descendre la rivière. Peut-être porteront-ils mes derniers mots à ceux qui s’intéressent à notre destin […] »

L'expédition atteint finalement un gigantesque tepuy et entreprend d'y pénétrer grâce à un arbre abattu en travers d'un profond ravin. Gomez, l'un des porteurs, tient à mener une vengeance personnelle contre Lord Roxton qui a tué son frère des années auparavant : l'Indien condamne les quatre hommes à errer sur le plateau en détruisant leur pont de fortune. Décidant d'explorer ce « Monde perdu » isolé par des falaises abruptes, Challenger, Malone, Summerlee et Roxton sont bientôt confrontés à la faune sauvage du plateau composée d'animaux préhistoriques.

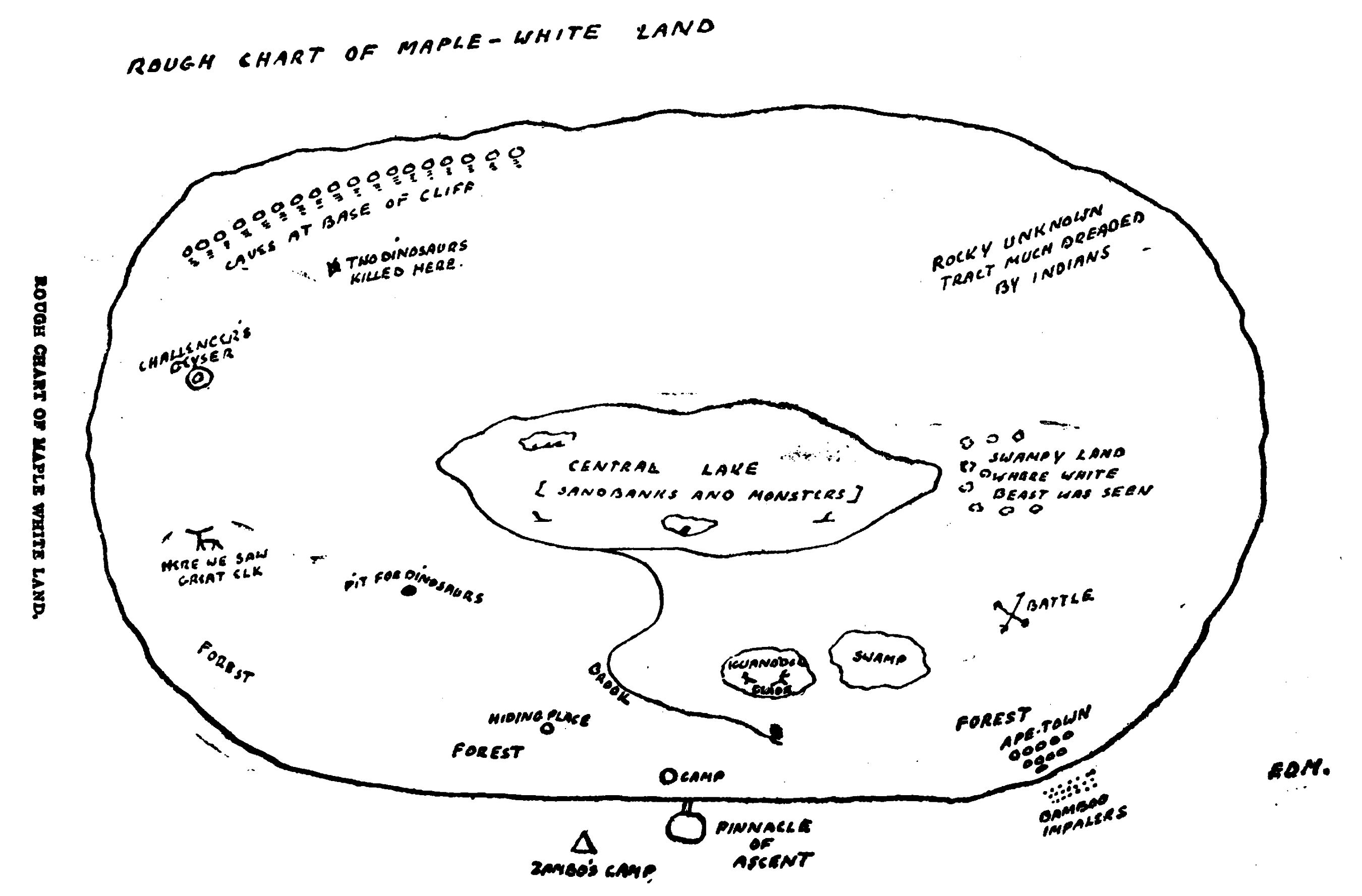
Malone dessine une carte grossière du plateau, avec le lac en son centre.

Au cours d'une dangereuse escapade nocturne, Malone constate que des lumières scintillent dans le lointain, preuves que le plateau est habité mais à son retour au camp, il apprend que Challenger et Summerlee se sont fait enlever par une tribu de créatures hideuses. Roxton et Malone se joignent à des indigènes, arrivent juste à temps pour empêcher l'exécution des deux professeurs par les « hommes-singes » et aident les Indiens à prendre le contrôle du plateau grâce à leurs armes à feu. Les quatre hommes découvrent finalement une caverne qui mène à l'extérieur et fuient le « Monde perdu ».
Dès leur retour à Londres, les explorateurs présentent leur rapport à la communauté scientifique ainsi qu'un ptérodactyle que Challenger a ramené vivant mais l'animal s'échappe du bâtiment et disparaît dans le ciel de l'Angleterre… Peu après, Roxton partage avec ses compagnons des diamants découverts sur le plateau : Challenger ouvre un musée privé, Summerlee se retire pour classer des fossiles, et le chasseur repart en expédition.
Malone, quant à lui, apprend que sa chère Gladys s'est mariée avec un autre homme depuis son départ. Dépité mais grandi par son aventure éprouvante, le jeune homme décide de se joindre au voyage de Roxton.

## Genèse, thèmes et contexte historique

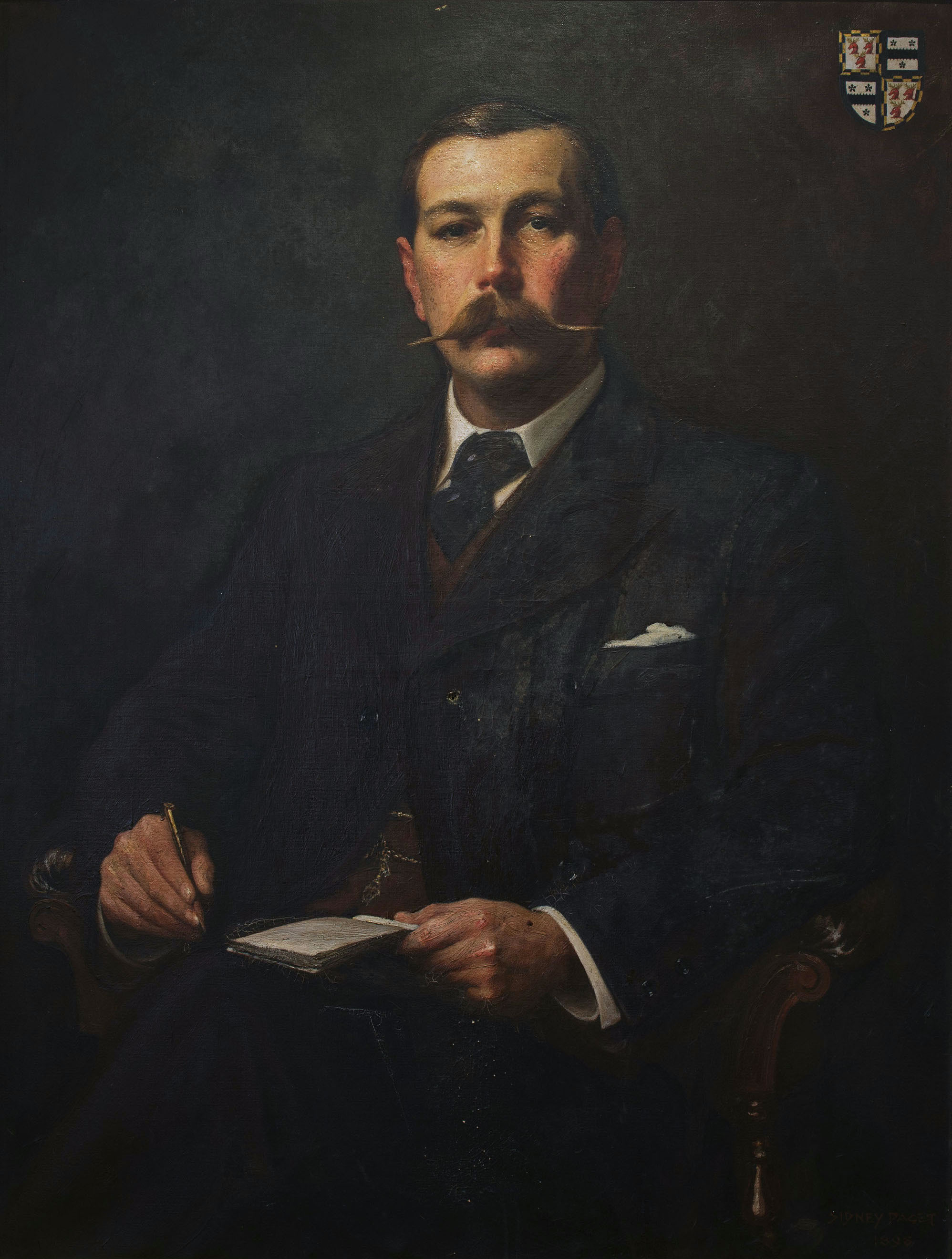
Portrait de Sir Arthur Conan Doyle réalisé par Sidney Paget, 1897

On retrouve l'idée de la confrontation entre l'homme et l'animal préhistorique dans des œuvres de fiction antérieures, comme Voyage au centre de la Terre de Jules Verne, paru en 1864. Dans le roman d'aventure The Devil Tree of El Dorado: A Romance of British Guiana de Francis Henry Atkins (en), écrit en 1897, des explorateurs grimpent le sommet du mont Roraima pour y trouver une espèce de plante monstrueuse.
En 1909, Sir Arthur Conan Doyle, devient membre de l’association Congo Reform Association (CRA) et dénonce les abus de la colonisation européenne au Congo belge. Au même moment, de nombreux squelettes de dinosaures sont mis au jour dans les colonies d'Afrique occidentale et orientale allemande par des paléontologues du IIe Reich.
En 1910, le père de Sherlock Holmes publie une histoire courte, « Le gouffre du Blue John » (The Terror of Blue John Gap), dans laquelle le protagoniste se retrouve confronté à une créature préhistorique souterraine. En 1911, il se rend à une conférence donnée à Londres par le Colonel Percy Fawcett, le célèbre explorateur qui a participé à des expéditions pour cartographier des endroits reculés de l'Amérique du Sud. « On retrouve dans ces contrées sauvages des animaux et insectes inconnus ici et qui intéresseraient bon nombre de naturalistes et même des Indiens blancs. Des rumeurs font état de pygmées, de mines perdues et de ruines anciennes. Rien n'a été exploré de ce pays au-delà de quelques centaines de verges ceinturant les cours d'eau ».
Fawcett affirme avoir tué un anaconda de 18 mètres, et avoir aperçu un animal qu'il croit apparenté à un dinosaure sauropode dans le Parc national Madidi,. « Les monstres de l'aube de l'existence de l'Homme pourraient encore se déplacer sur ces hauteurs, emprisonnés et protégés par des falaises infranchissables. C'est ce que pensait Conan Doyle lorsque plus tard à Londres, je lui ai parlé de ces collines et montré des photographies. Il mentionna une idée pour un roman se déroulant en Amérique du Sud, et m'a demandé des informations […] ».
The Lost World est publié pour la première fois sous la forme d'un feuilleton dans The Strand Magazine, de avril à novembre 1912, avec des illustrations de Harry Rountree.

### Impérialisme
Dans son roman écrit en 1911 (fin de l'époque édouardienne), Arthur Conan Doyle déplore amèrement le conformisme d'une société qui refuse de financer de nouvelles expéditions zoologiques, prétextant que « les grands espaces vierges sur la carte du monde s’effacent de jour en jour », et qu'il n’y a plus « de place nulle part pour le romanesque ». Plusieurs facteurs vont entrer en jeu pour prouver que « l'âge du romanesque n'est pas révolu » et qu'il y a « un terrain sur lequel pouvaient se rencontrer les plus extravagantes imaginations du romancier et les découvertes du chercheur en quête de vérité scientifique ». Le roman de Conan Doyle aura un tel succès que de nombreuses expéditions vont sillonner l'Amérique du Sud pour rechercher un hypothétique « Monde Perdu ».

### Évolution

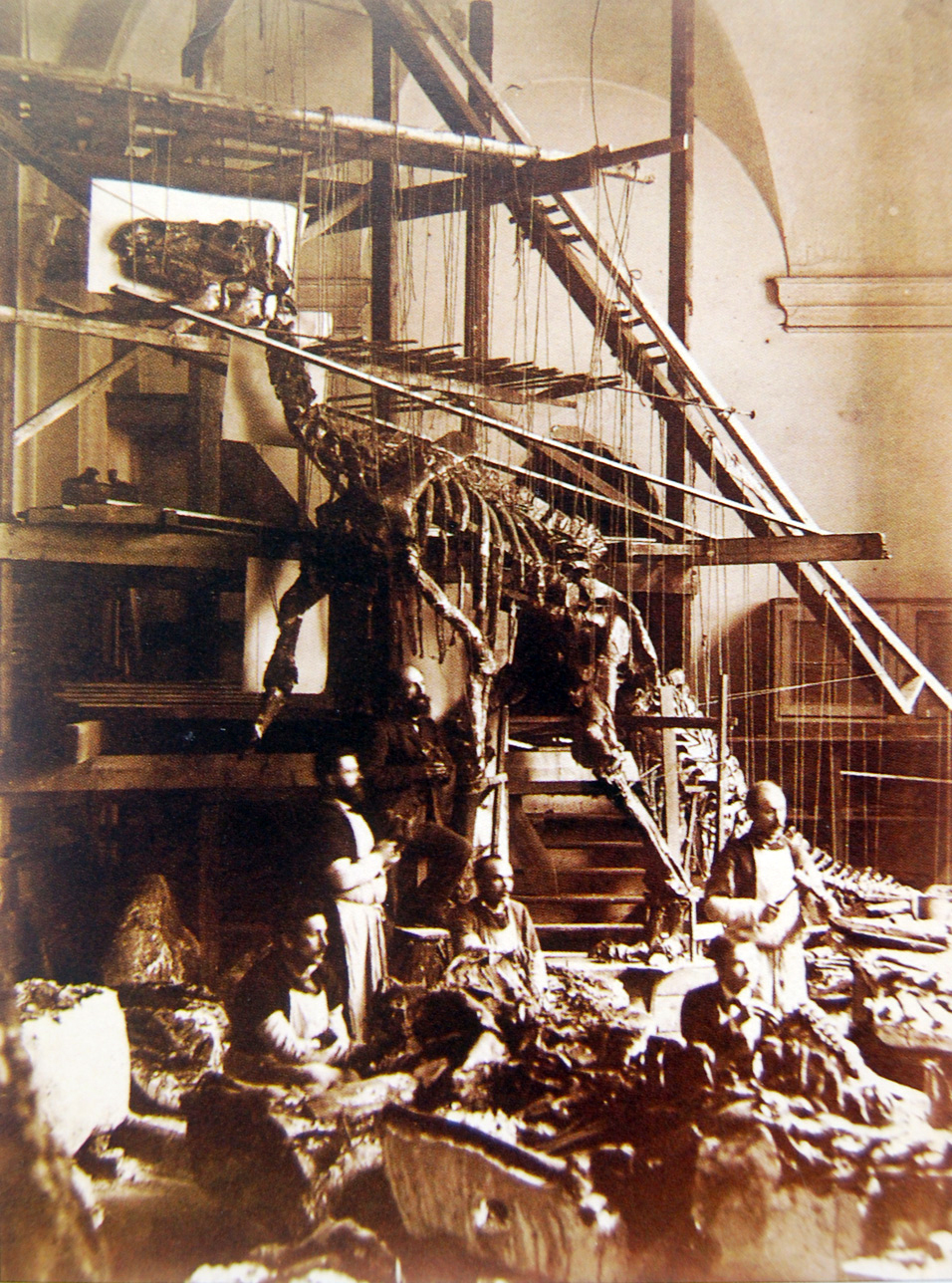
Reconstitution des ossements d'un Iguanodon en 1882.

Les descriptions de certains dinosaures suivent les connaissances de l'époque et peuvent paraître aujourd'hui fantaisistes. L'espèce de grand dinosaure carnivore est tantôt décrit comme un « horrible crapaud, se mouvant par bonds » (ou « à la façon des kangourous ») avec une peau « couverte de verrues et de pustules »; tantôt comme « ayant la taille d'un cheval »...
Si le plateau a été coupé du monde par un phénomène volcanique comme le croit le Professeur Challenger, il devrait pouvoir abriter des espèces de la même période et représentatifs du pays. On peut également se demander comment le lac central (« Lac Gladys ») peut abriter et nourrir des espèces comme Plesiosaurus ou Ichthyosaurus puisqu'il est en altitude et coupé des affluents du fleuve Amazone.
Sir Arthur Conan Doyle a surtout utilisé dans son roman des animaux préhistoriques populaires de son temps, sans se soucier de savoir s'ils étaient natifs du continent Sud-Américain.

### Le professeur Challenger, l'anti-Sherlock Holmes
Le professeur Challenger est différent des héros habituels d'Arthur Conan Doyle. C'est « l'anti-Sherlock Holmes » par excellence. Vaniteux, grossier, colérique et dangereux, cet explorateur a consacré sa vie à la science sous toutes ses formes. Arthur Conan Doyle se trouve rapidement une passion pour ce personnage exubérant au point de se déguiser lui-même en professeur Challenger pour une série de photographies. Il ira même, ainsi grimé, jusqu'à rendre une visite à son beau-frère qui ne le reconnaîtra pas tout de suite sous la fausse barbe. L'auteur a été influencé par l'un de ses anciens professeurs de l'université d'Édimbourg connu pour son mauvais caractère et sa voix tonitruante.
Challenger est au centre de quatre autres romans écrits par Conan Doyle : La Ceinture empoisonnée, Au pays des brumes, La Machine à désintégrer et Quand la Terre hurla.

### Un jeune héros en quête d’héroïsmes
Le roman se concentre sur le personnage d'Edward Malone, jeune journaliste irlandais de 23 ans, qui cherche à prouver sa valeur par un acte héroïque. Il espère ainsi conquérir le cœur de sa bien-aimée, Gladys Hungerton. Il se dit téméraire mais impressionnable et imaginatif. Son aventure dans Le Monde perdu, où il affrontera diverses épreuves en compagnie de figures paternelles (Challenger, Roxton, Summerlee), le conduira de l'enfance à l'âge adulte. Il en reviendra profondément changé. Ce n'est plus un garçon qui revient d’Amérique du Sud mais un homme accompli.

## Personnages
- Professeur George Edward Challenger, dit G.E.C. : Brillant scientifique, mais orgueilleux et colérique.
- Edward Malone, dit Ned : Journaliste de 23 ans qui va suivre Challenger pour couvrir le reportage du siècle et prouver sa bravoure à sa bien-aimée, Gladys.
- Professeur Summerlee : Scientifique rival de Challenger. Esprit caustique à l'humour acide.
- Lord John Roxton : Aventurier et chasseur renommé. Il est chargé de veiller sur l'équipe du professeur Challenger et de leur fournir ressources et nourriture.
- McArdle : Le rédacteur en chef du Daily Gazette où travaille Malone.
- Gladys Hungerton : La jeune fille dont Ned Malone est amoureux. C'est elle qui le pousse à partir en lui disant qu'elle aime les hommes d'action.
- Manuel : Guide amérindien engagé par Challenger.
- Gomez : Guide amérindien et frère d'un marchand d'esclaves jadis tué par Roxton.
- Zambo : Guide noir sud-américain, le favori de l'équipe de Challenger : c'est le seul lien avec l'extérieur depuis le plateau.
- Maple White : Premier explorateur du monde perdu. C'est lui qui en révèle l'existence, via une carte et des dessins d'animaux retrouvés dans ses affaires.

## Résumé par chapitre

### Chapitre 1
- Tout autour de nous, des possibilités d'héroïsmes

Londres, à l'aube du XXe siècle. Par une brumeuse soirée de novembre, Edward Malone, dit Ned, jeune journaliste au Daily Gazette, brûle d'impatience de déclarer sa flamme à Gladys Hungerton.
Mais la jeune lady refuse ses avances, prétextant que leur amitié est trop importante à ses yeux ; et qu'elle n'épouserait qu'un homme d’action réputé pour sa bravoure, un homme qu'elle n'a jamais rencontré ayant le goût du risque et qui saurait regarder la Mort en face sans en avoir peur. Un aventurier comme les célèbres Sir Richard Burton et Henry Morton Stanley.
Dans l’ardeur de sa vingt-troisième année et dans la fièvre d’un premier amour, Ned se met en tête de réaliser n'importe quelle prouesse pour impressionner sa bien-aimée...

### Chapitre 2
- Tentez votre chance avec le professeur Challenger

Le jeune journaliste sollicite monsieur McArdle, son éditeur-en-chef écossais et grincheux, afin d'être mis sur un gros coup pour le Daily Gazette, pourvu qu’il y ait du danger et de l’aventure. Son patron rétorque que « les grands espaces vierges sur la carte du monde s’effacent de jour en jour, et il n’y a plus de place nulle part pour le romanesque ». Les envoyés spéciaux donnent rarement des résultats en rapport avec les frais qu’ils occasionnent.
McArdle a néanmoins une idée : celle d'envoyer Malone confondre un imposteur, un Münchhausen moderne, et de le ridiculiser. Ce charlatan n'est autre que le célèbre professeur George Challenger, qui est revenu de l'Amazonie avec des histoires étranges que personne n'a pris au sérieux.
Ned accepte sa mission et demande de l'aide à Tarp Henry, qui appartient à la rédaction du magazine scientifique Nature. Ce dernier le met en garde à propos de Pr.Challenger, et lui révèle que le professeur est redouté pour ses terribles accès de colère et de violence. Le journaliste est néanmoins bien décidé à le rencontrer et demande à Henry de l'aider à rédiger une lettre dans laquelle il se fait passer pour un étudiant en science, et ce afin d'avoir un rendez-vous...

### Chapitre 3
- Un personnage parfaitement impossible

Le professeur Challenger accepte de rencontrer Malone, qui s'est fait passer pour un étudiant, à son domicile, à Enmore Park, afin de discuter de Darwin et de la théorie de l'évolution. Alors que Ned s'apprête à pénétrer dans le bureau du paléontologue pour son rendez-vous, madame Challenger l'avertit du caractère exécrable de son mari.
« J’étais préparé à quelque chose d’étrange, mais non point à une personnalité aussi formidable. Il vous impressionnait par sa taille, par sa prestance, par l’énormité de sa tête […] Il avait une de ces figures qui pour moi s’associent à l’idée d’un taureau assyrien : toute rouge, avec une barbe d’un noir presque bleu qui lui roulait en ondes sur la poitrine […] De vastes épaules, un torse renflé comme un tonneau, des mains de colosse plantées d’un poil dru, c’était ce qui m’apparaissait encore de lui par-dessus la table […] »
Ned essaye de berner le professeur dans une conversation scientifique, mais ce dernier voit bien que le jeune homme ne maîtrise pas son sujet, et qu'il est un imposteur. Démasqué, le reporter tente de fuir de la pièce mais Challenger l'envoie valdinguer dans le couloir sous les yeux impassibles du domestique de maison. La bagarre se termine dans la rue, aux pieds d'un policier.
Le jeune homme reconnaît sa stupidité de s'être introduit chez le professeur sous une fausse identité, et refuse de porter plainte pour agression. Challenger reconnaît à Ned des sentiments qu'il ne s'attendait pas à rencontrer chez « la sous-espèce » à laquelle, selon lui, appartiennent les journalistes, et accueille de nouveau Ned en son foyer en lui accordant un peu plus d'estime.

### Chapitre 4
- La chose la plus formidable du monde

George Edward Challenger est un zoologiste de renom, ayant de nombreuses publications zoologiques et anthropologiques à son actif, et vainqueur d'un prestigieux prix pour ses recherches. Néanmoins, ce brillant scientifique s'est attiré les foudres de ses confrères à cause de ses théories farfelues sur la survie de créatures du Mésozoïque à notre époque.
Au cours de son voyage au Brésil pour étudier des spécimens d'insectes de la même manière que les naturalistes Henry Walter Bates et Alfred Russel Wallace, Challenger a été abordé par des indigènes pour venir en aide à un « homme blanc » blessé dans la jungle, un Américain du nom de Maple White. Lorsque le scientifique est arrivé au chevet du malade au village, ce dernier, fortement amaigri et les vêtements en lambeaux, venait tout juste d'expirer. Challenger a trouvé dans ses affaires du matériel d'artiste et un carnet de croquis renfermant un contenu extraordinaire : un dessin très détaillé d'un dinosaure herbivore – un Stegosaurus – ainsi qu'une peinture d'une curieuse formation géologique.
Ned est fasciné par l'histoire de son hôte. Le professeur lui révèle avoir suivi la trace de l'Américain jusqu'à un haut-plateau perdu dans la jungle, au pied duquel il aurait vu et abattu un ptérosaure, un spécimen de reptile volant censé avoir disparu de la surface de la Terre depuis des millions d'années. Ce plateau renfermant des formes de vie animales préhistoriques se serait formé à la suite d'une gigantesque éruption volcanique durant un âge distant. Pressé par l'arrivée de la saison des pluies et la diminution de ses vivres, Challenger n'a pu trouver un moyen d’accéder au sommet et a dû regagner la civilisation. Mais sur le chemin du retour, sa pirogue s'est retournée dans les rapides.
De la dépouille du ptérosaure de Challenger, l'unique preuve matérielle de son histoire, il ne reste plus qu'un bout d'aile et une malheureuse photographie floue. Pour cette raison, le professeur a été traité d'escroc, de charlatan, d'imposteur, de mythomane. Son nom a été sali par ses propres collègues scientifiques ainsi que par la Presse.
Challenger invite le jeune journaliste à être présent lors d'une conférence scientifique publique où il parlera de ses recherches avec tact et en évitant de se faire traiter une nouvelle fois de menteur. Il demande également que rien de ce qu'il a dévoilé ne soit publié. Malone tient parole.

### Chapitre 5
- Question / C’est à savoir

Ned croit en l'histoire du professeur Challenger et ne tient plus à écrire un article ridiculisant ce dernier, comme lui a demande monsieur McArdle. Tenu par le sceau du secret, le jeune journaliste ne peut également pas révéler les sensationnelles découvertes de son nouvel ami concernant la survie de monstres préhistoriques sur un plateau d'Amérique du Sud. L'éditeur-en-chef est furieux, mais consent néanmoins à laisser son reporter se rendre à la conférence publique.
Le grand Hall de l'Institut Zoologique est rempli de monde. La foule ne s'est pas déplacée pour la conférence, mais parce que le bruit avait dû se répandre au dehors que Challenger - personnage controversé - y assisterait. Sur l'estrade, Challenger tente d'expliquer que ses confrères se trompent quand, pour n’avoir jamais vu d'animaux que l’on qualifie de préhistoriques, ils affirment que ces animaux n’existent plus. Ces créatures sont « nos ancêtres contemporains; et l’on peut de nos jours les revoir, les identifier dans leur formidable hideur, si l’on a seulement l’intrépidité de les chercher où ils se trouvent ».
Le public, composé de jeunes étudiants en science et de vieux enseignants, commence à huer et à se moquer de Challenger, qui perd bientôt patience et se met à les insulter en retour. Après un vacarme qui interrompt pendant un temps la conférence, le calme revient. Challenger met alors au défi quiconque dans la salle de l'accompagner dans la forêt Amazonienne et de voir les dinosaures en chair et en os.
Acceptent de participer à l’expédition le professeur Summerlee, professeur d'anatomie comparée âgé de 65 ans ; et l'athlétique Lord John Roxton, qui possède une réputation mondiale en tant que chasseur et explorateur. Le jeune Ned Malone décide également de se joindre au voyage de Challenger, repensant aux paroles de sa bien-aimée, Gladys, sur la capacité des héros à provoquer leur propre chance...

### Chapitre 6
- J’étais le fléau du Seigneur

Ned fait connaissance avec Lord John Roxton, un homme doué d’autant de goût que de fortune, grand chasseur et sportif accompli. Lord Roxton prétend que son voisin, un certain Sir Ballinger, a fait une crise de démence et qu'il s'est enfermé avec un revolver en jurant de tuer quiconque l’approchera. Ayant un esprit imaginatif mais élevé dans l’horreur de la lâcheté, Ned décide d'aider son nouveau compagnon à maîtriser le fou. Il apprend alors que le chasseur vient de lui faire passer une sorte de test de bravoure, qu'il a réussi haut la main.
Tout en lui présentant sa collection d'armes à feu, Lord Roxton révèle au jeune journaliste sa passion pour l’Amérique du Sud, « la terre la plus merveilleuse, la plus grandiose, la plus riche de la planète ». Il y a quelques années, Lord Roxton s’était trouvé dans le no man’s land situé entre les frontières du Pérou, du Brésil et de la Colombie. Ce fut là qu’il déclara formellement la guerre à Pedro Lopez, un chef de trafiquants d’esclaves.
« Je suis comme une vieille balle de golf. Il y a longtemps que la peinture blanche s’en est allée. La vie peut m’infliger des coups, ils ne marqueront pas. Mais un risque sportif, mon jeune ami, voilà le sel de l’existence. C’est alors qu’il fait bon vivre. Nous sommes tous en train de devenir mous et confortablement installés. Donnez-moi de vastes espaces, avec un fusil et l’espoir de découvrir quelque chose qui en vaille la peine ! J’ai tout essayé, la guerre, la course d'obstacles à cheval, l’avion ; mais cette chasse à des bêtes sauvages qui semblent sorties d’un rêve après un trop bon déjeuner, voilà une sensation nouvelle ! »
Malone convient avec son rédacteur-en-chef, monsieur McArdle, de relater l'expédition du professeur Challenger sous forme de lettres qu'il enverra à Londres, afin qu'il subsiste un témoignage si jamais il lui arrivait quelque chose. L'expédition part du port de Southampton à destination de l'État brésilien de Pará…

### Chapitre 7
- Demain, nous disparaissons dans l’inconnu

Ned relate ses premières semaines passées au Brésil, puis le grand départ vers les territoires inexplorés de la forêt Amazonienne depuis Manaus, ville fondée sur les rives du Rio Negro. Gomez et Manuel, deux métis originaires du haut du fleuve, sont engagés par Lord Roxton pour servir de guides. Gomez a l'avantage de parler un excellent anglais. Malone ne doute guère que Challenger prouvera bientôt le bien-fondé de ses affirmations, et que l'équipe est à la veille d’expériences sensationnelles.

### Chapitre 8
- Aux frontières du monde nouveau

Depuis leur arrivée au Brésil, les professeurs Challenger et Summerlee n'ont cessé de se disputer. Ned reconnaît que Challenger est impétueux et provocant, mais que Summerlee possède un ton sarcastique et une langue acide qui envenime tout.
« Ce sont deux enfants : l’un desséché et acariâtre, l’autre impérieux et formidable. Et pourtant l’un et l’autre ont un cerveau qui les a placés au premier rang de la science moderne. »
Une rixe éclate un soir entre Zambo, le porteur noir à la force herculéenne, et Gomez, le guide métis qui a été surpris en train d'écouter à la tente des explorateurs. L’affaire se termine par une sévère admonestation.
L'équipe se sépare pour remonter un affluent, six hommes dans chaque canoë, en n’oubliant « pas dans l’intérêt de la paix commune » de séparer les deux professeurs querelleurs. Ned est fasciné par la forêt Amazonienne, sa vie animale et ses plantes luxuriantes et gigantesques. Au bout de trois jours, des tambours de guerre résonnent dans le lointain. Les percussions grondent des menaces qui se reflètent sur les visages des porteurs indigènes. Challenger reconnaît, entre des grands bois de peupliers, un cours d’eau peu profond dont la transparence laisse apercevoir un fond de sable : l'entrée dans la terre inconnue. Pendant trois jours, l'expédition se taille un tunnel dans la végétation dense, puis suit le cours d'eau réduit à l’état de filet pour se perdre dans un marais infesté de moustiques.
Le terrain monte de plus en plus. Au bout de quelques jours, Challenger aperçoit quelque chose ressemblant à un « gros oiseau gris » se perdre dans les arbres. Il croit avoir reconnu un ptérodactyle mais Summerlee, toujours sceptique, se moque de son confrère avec incrédulité en prétendant qu'il s'agissait d'une cigogne.
Enfin, après quatre semaines à crapahuter dans la jungle depuis leur départ de Manaus, les explorateurs arrivent en vue du mystérieux plateau aux falaises abruptes hautes de près de quatre cents mètres, prouvant la bonne foi de Challenger....

### Chapitre 9
- Qui aurait pu prévoir ?

En tentant de faire le tour de la base du plateau pour trouver un moyen d'en faire l'ascension, le groupe trouve les restes des compagnons de Maple White ainsi que des indications à la craie sur les parois rocheuses. Ils tombent également sur les ossements d'un ami de l'américain, James Colver. Lord Roxton suppose que l'homme est tombé du plateau et qu'il s’est littéralement empalé sur les tiges de bambous terminées en pointe acérées. Tombé par accident ou...?
Les aventuriers pénètrent dans une caverne dont le plafond s'est effondré, bouchant la route vers le sommet. En sortant de la grotte, ils manquent de peu de se faire écraser par un énorme rocher. Gomez affirme que la pierre est tombée du sommet. Alors qu'ils passent la nuit autour d'un feu, une créature aux ailes monstrueuses fonce brusquement sur leur repas et l'emporte par-dessus l’escarpement. Le professeur Summerlee est abasourdi par l'apparition furtive de ce ptérodactyle, mais désormais convaincu de l'honnêteté de son confrère Challenger. Le plateau abrite bien des formes de vie préhistoriques.
Alors qu'un moyen d'accès au sommet semble être impossible, Challenger démontre que les ressources de son esprit fertile ne sont pas épuisées. Le groupe grimpe sur un piton rocheux séparé de douze mètres du plateau principal, et abat un hêtre pour le faire tomber en travers du gouffre, fabriquant ainsi un pont de fortune. Les explorateurs franchissent l'abîme et sont enfin sur le pays de leurs rêves, le monde perdu, la terre de Maple White. Mais alors qu'ils se félicitent, un craquement formidable se fait entendre et ils s'aperçoivent horrifiés que l'arbre est tombé en contrebas. Gomez apparaît de l'autre côté, les traits déformés par la haine « comme par la joie d’une revanche éclatante ».
Le métis explique qu'il avait patiemment attendu une occasion pour venger la mort de son frère, Pedro Lopez, le trafiquant d'esclaves tué par Lord Roxton trois ans auparavant et que le rocher qui manquait d'écraser les quatre explorateurs n'était pas un accident. Le chasseur l'abat d'une balle sans sommation. Zambo, le porteur noir, qui n'avait pas pris part à la vengeance de Gomez, donne sa parole de trouver un moyen de faire redescendre les hommes vers la civilisation. En attendant, ces derniers sont condamnés à errer sur le plateau...

### Chapitre 10
- Au pays des merveilles

Au matin qui suit la trahison de Gomez, les explorateurs montent un camp de fortune entouré de broussailles épineuses et décident d'explorer le plateau, la « Terre de Maple White », à la recherche de créatures insolites. Summerlee identifie des espèces de conifères et des cycadacées depuis longtemps disparues dans le monde d'en bas. Puis, le groupe arrive en vue d'une clairière dans laquelle cinq Iguanodon broutent des branchages, deux adultes et trois jeunes, des dinosaures herbivores aussi grands que des éléphants (pour les jeunes). Les quatre hommes continuent leur exploration du plateau et observent une véritable colonie de ptérodactyles grouillant sur un sol marécageux.
« Leurs ailes immenses, membraneuses, se repliaient lorsqu’ils croisaient leurs avant-bras. Ils étaient assis comme de gigantesques vieilles dames enveloppées dans des châles couleur de palme, et dont seule la tête hideuse aurait émergé du tissu. »
Les professeurs jubilent et aimeraient bien volontiers passer la journée à les regarder, tant ils sont ravis de cette occasion d’étudier la vie d’un âge préhistorique. Lord Roxton, quant à lui, repère de l'argile bleue sur le sol. Cependant, les reptiles se mettent bientôt à devenir agressifs et attaquent le groupe qui bat en retraite. Ils découvrent que leur camp a été fouillé sans que le mur d'épines n'ait été détruit....

### Chapitre 11
- Pour une fois je fus le héros

Les aventuriers sont brutalement arrachés de leur sommeil par une énorme bête qui tente de pénétrer dans le camp. Lord Roxton interdit à ses compagnons de tirer, car un coup de feu dans la nuit serait entendu à des kilomètres à la ronde. Il prend une bûche dans le feu et la jette à la gueule du monstre, un grand théropode, « l'une des espèces les plus dangereuses de la vie animale, celles qui reçoivent la malédiction des hommes et la bénédiction des Muséums » .
Le lendemain, le groupe trouve la carcasse d'un Iguanodon dévoré par le prédateur. Challenger pense que l’équilibre naturel est conservé par une sorte de contrôle qui limite le nombre de ces animaux féroces, et veut étudier plus en détail ce « monde perdu ». Summerlee, d'une humeur acide, rappelle à ses collègues qu'ils sont prisonniers de ce plateau, et qu'ils feraient mieux de déterminer comment trouver le moyen d’en sortir plutôt que de l'explorer. Challenger se refuse formellement à quitter la Terre de Maple White sans en tracer au moins une carte. Ned se propose de monter sur un énorme arbre et d'observer le plateau dans sa totalité.
Alors qu'il monte de plus en plus haut dans le feuillage, le jeune journaliste se retrouve face-à-face avec une créature hideuse, entre l'homme et le singe. L'apparition s'enfuit et Ned en est quitte pour une belle frayeur. Au sommet de l’arbre, il dresse la carte du « monde perdu » : un plateau d'approximativement 30 km de largeur, et de 45 de longueur avec l’aspect général d’un entonnoir peu profond, dont tous les bords convergent vers un grand lac central. Le jeune homme décide de nommer cette étendue d'eau le « lac Gladys ».

### Chapitre 12
- C’était épouvantable dans la forêt !

Ned relate sa marche nocturne pour arriver au lac Gladys, qui sert d'abreuvoir naturel pour toutes les créatures du plateau. Il observe une série de taches rougeâtres sur un lointain escarpement, des reflets de feux à l’intérieur de cavernes. Sur le chemin du retour vers le camp, le jeune héros est pris en chasse dans la jungle par un énorme dinosaure. En tentant d'échapper au monstre, il tombe dans une fosse tapissée de pieux, un piège aménagé de main d’homme. Il en déduit que le plateau est habité par des indigènes. Au matin, il découvre horrifié qu'il s'est passé quelque chose de terrible en son absence. Le camp a été ravagé, il y a du sang partout, et ses compagnons ont disparu.
« Privé d’eux, j’étais comme un enfant dans le noir, impuissant et tremblant. Je ne savais ni quoi faire ni comment agir. »

### Chapitre 13
- Un spectacle que je n’oublierai jamais

Ned est réveillé par Lord Roxton qui l'entraîne à travers la jungle pour se mettre à couvert. Les deux professeurs ont été enlevés par une tribu d'hommes-singes belliqueux.
« Je les appelle des singes, mais ils avaient aux mains des gourdins et des pierres, ils baragouinaient un langage incompréhensible, et ils nous ligotèrent les mains avec des lianes, ce sont donc des animaux bien au-dessus de tous ceux que j’ai fréquentés dans mes explorations »
Lord Roxton et Ned s'arment et marchent sur la cité des créatures pour délivrer leurs amis. Dans la bataille, ils libèrent également quatre indigènes…

### Chapitre 14
- Ces conquêtes-là valaient la peine !

Les aventuriers se retrouvent au beau milieu d'une guerre entre les Indiens Accala et les hommes-singes. L'affrontement se termine dans un bain de sang, et les créatures simiesques sont exterminées. Désormais,sur ce plateau l'avenir appartient à l'homme ...

### Chapitre 15
- Nos yeux ont vu de grandes merveilles

Alors que les semaines défilent, Ned décrit les splendeurs naturelles du « monde perdu ». Summerlee est absorbé par l’étude de la vie des insectes et des oiseaux, Challenger tente de faire décoller un ballon ascensionnel (mais échoue de façon spectaculaire), et Lord Roxton mène une mystérieuse expédition dans le repaire des ptérodactyles protégé par une cage en bois.
Deux des dinosaures prédateurs tentent de pénétrer dans le village, mais sont bientôt tués par les flèches empoisonnées des Indiens. Les aventuriers décident de quitter le plateau pour regagner la civilisation en empruntant le système de cavernes...

### Chapitre 16
- En cortège ! En cortège !

L’expédition Challenger rentre à Londres saine et sauve. Une grande soirée est organisée au Queen's Hall où se sont réunis les plus grands savants européens. Summerlee captive l'audience par le récit des difficultés rencontrées par les explorateurs, mais il reste encore des sceptiques comme le Dr Illingworth qui accuse l’expédition d'être une gigantesque fumisterie. La sensation de la soirée, d’un caractère si dramatique qu’elle n’a pas de précédent dans l’histoire des assemblées scientifiques, se produit lorsque le Professeur Challenger, en réponse aux accusations, montre à la foule un jeune ptérodactyle en chair et en os ramené du plateau. Affolée par la foule, la créature s'échappe et s'envole dans la nuit. Challenger, Summerlee, Roxton et Malone sont portés en triomphe dans les rues de la capitale. Ned rejoint Gladys, la jeune femme pour qui il a bravé tous les dangers et qu'il compte bien demander en mariage. Mais il découvre que cette dernière a épousé un autre homme en son absence, un modeste secrétaire.
Lord Roxton annonce à ses compagnons qu'il a trouvé des diamants sur le plateau : Challenger ouvre un musée privé et Summerlee se retire pour classer des fossiles. Le cœur brisé mais grandi par son aventure éprouvante, le jeune journaliste décide de se joindre au projet de Roxton d'explorer le plateau plus en détail…

## Espèces apparaissant dans le roman

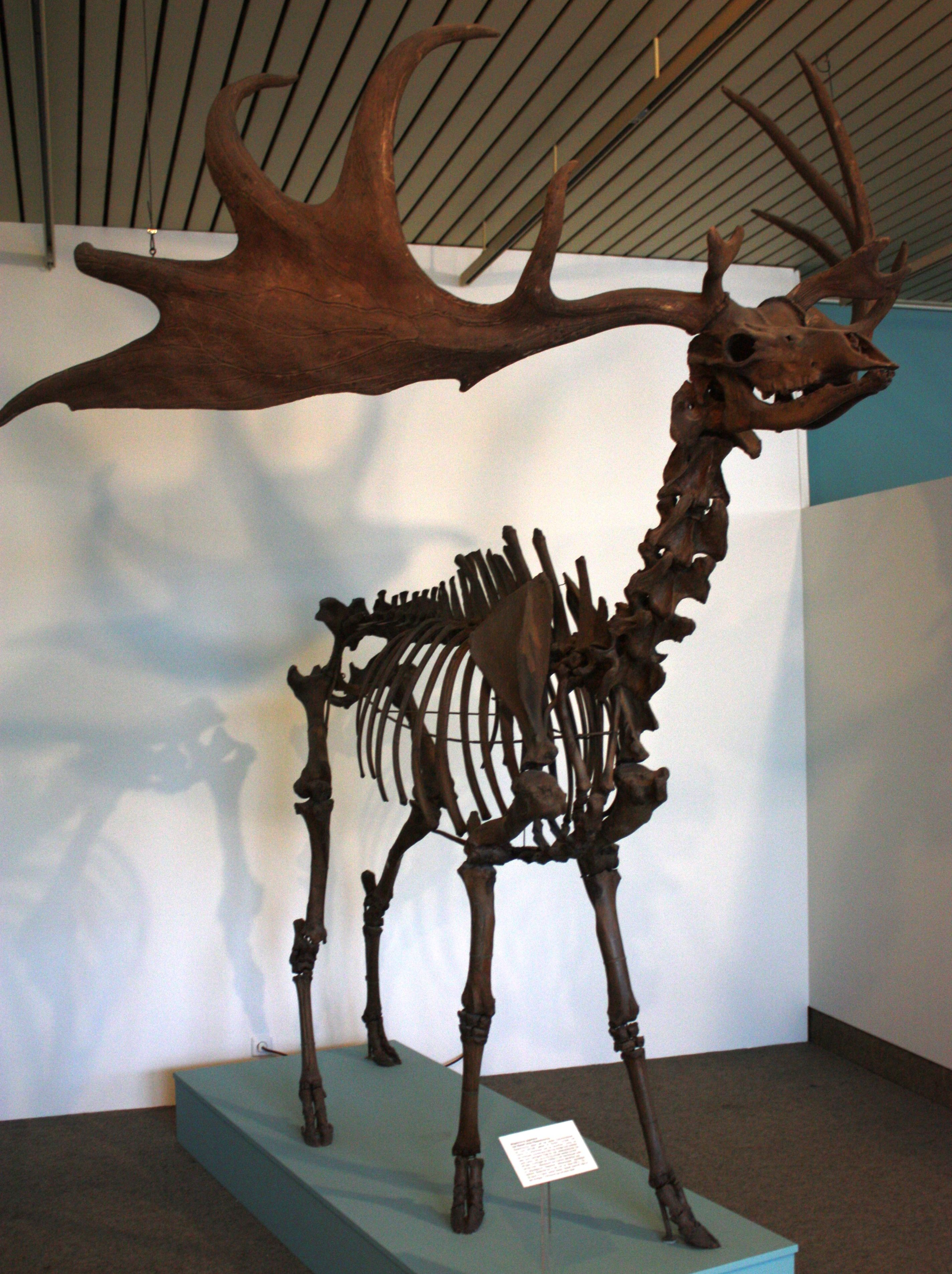
Squelette de Megaloceros giganteus.

- Iguanodon
- Stegosaurus ou Megalosaurus
- Allosaurus
- Pterodactylus
- Plesiosaurus
- Ichthyosaurus
- Megaloceros
- Glyptodon
- Toxodon
- Phorusrhacos
- Des hommes-singes
- Un serpent géant
- Des tiques géantes
- De grandes mites

## Adaptations

### Traduction
La première traduction en français est due à Louis Labat, elle paraît en feuilletons dans le magazine Je sais tout de novembre 1913 à juillet 1914, illustrée par Géo Dupuis, Louis Bailly et Ruck.

### Radio
- En 1967 : Dinosaurs!, narré par Basil Rathbone (mieux connu pour avoir interprété Sherlock Holmes au cinéma à 14 reprises).
- En 1997 : The Lost World, avec Leonard Nimoy, Roxann Dawson ou encore Armin Shimerman[16].
- En 2009 : The Lost World, adaptation de John de Lancie et Nat Segaloff pour L.A. Theatre Works[17].
- En 2015: The Lost World, par la BBC[18].

### Cinéma
- En 1925 par Harry O. Hoyt : Le Monde perdu. Le film est fameux pour ses cinquante modèles réduits de dinosaures animés par Willis O'Brien (une révolution à l'époque). Le film muet en noir et blanc a été projeté en exclusivité à Sir Arthur Conan Doyle, qui l'a beaucoup apprécié ; l'auteur fait d'ailleurs une brève apparition dans le prologue du film, un fait rare dans les adaptations littéraires à l'écran.
- En 1960 par Irwin Allen : Le Monde perdu. Claude Rains incarne le professeur Challenger.
- En 1992 : Le Monde perdu (The Lost World) de Timothy Bond.
- En 1992 : Return to the Lost World de Timothy Bond.
- En 1998 : Le Monde Perdu (The Lost World) de Bob Keen.

### Télévision
- En 1992 et 1993 par Timothy Bond (The Lost World, Return to the Lost World), avec John Rhys-Davies. Le professeur Challenger et son équipe tentent de préserver le Monde Perdu contre des investisseurs désirant y établir un centre de recherche pétrolifère.
- En 1998 par Bob Keen, avec Patrick Bergin. Le plateau n'est plus en Amazonie mais dans une région oubliée de Mongolie.
- Entre 1999 et 2002 en série télévisée : Le Monde perdu. Série télévisée de science-fiction en cinq saisons très librement basée sur le roman original.
- En 2001 par Stuart Orme : Les Aventuriers du monde perdu (ou Le Monde interdit). Mini-série de la BBC avec Bob Hoskins, Elaine Cassidy et Peter Falk.
- En 2002 : Aventures dans le monde perdu de Sir Conan Doyle. Série télévisée d'animation de 26 épisodes de 25 minutes[19].

### Bande dessinée
- En 1948 : Manga de Osamu Tezuka.
- En 1996 : Comics scénarisé et dessiné par Donald Marquez (Millenium Comics).
- En 2003 : Le Monde perdu. Deux tomes scénarisés par André-Paul Duchâteau (Claude Lefrancq[20]).
- En 2004 : Le monde perdu de Maple White. Deux tomes dessinés par Patrick Deubelbeiss aux Éditions Vents d'Ouest.
- En 2013 et 2017 : Le Monde perdu. Trois tomes scénarisés par Christophe Bec aux Éditions Soleil [21]. Cette trilogie est très librement basée sur le roman original, avec d'importantes modifications[22].

## Hommages et inspirations
- En 1933, Merian C. Cooper et Ernest B. Schoedsack tournent King Kong, qui accède rapidement au statut d'icône du cinéma fantastique. Tout comme dans Le monde perdu de Sir Conan Doyle, des explorateurs foulent une terre sauvage figée dans le temps.

- Le Monde Perdu est une source d'inspiration essentielle de la bande dessinée Le Rayon U, premier album de l'auteur belge Edgar P. Jacobs[23].

- En 1995, l'auteur Michael Crichton publie Le Monde Perdu. Le titre est un hommage au roman de Sir Conan Doyle. Dans cette suite de Jurassic Park, une île du Costa Rica est devenue un monde peuplé de dinosaures dans lequel s'enfoncent des scientifiques. Il est fait mention d'un paléontologue nommé John Roxton. Le roman a été adapté au cinéma par Steven Spielberg en 1997 sous le titre Le Monde perdu : Jurassic Park.

- On peut également citer des œuvres comme Pellucidar d'Edgar Rice Burroughs, ou les comics Turok qui ont donné naissance à la célèbre saga de jeux vidéo.
- La seule espèce connue du genre Irritator, Irritator challengeri, a été nommée d'après le nom du professeur Challenger.

## Les aventures du professeur Challenger
(Du même auteur)
- Le Monde perdu, 1912
- La Ceinture empoisonnée, 1913
- Au pays des brumes, 1926
- Quand la Terre hurla, 1928
- La Machine à désintégrer, 1929